# نبتدي منين الحكاية
نبتدي منين الحكاية أغنية للفنان عبد الحليم حافظ، من كلمات محمد حمزة، وألحان محمد عبد الوهاب، غناها في حفل بسينما ريفولي عام 1975.

## الكلمات
لو حكينا يا حبيبي نبتدي منين الحكاية
داحنا قصة حبنا ليها أكتر من بداية
عشنا فيها .. ياما عشنا شفنا فيها .. ياما شفنا
لكن مشينا.. وكملنا مشوار الحب .. ووصلنا
والدنيا ما قدرت تعاندنا وتفرق بينا وتبعدنا
تعالى نقول لغيرنا أنا وأنت إزاي قدرنا
نبعد عن أي عـذاب ونعيش على طول أحبـاب
نحضن فرحتنـا سوا ونخلي الحب .. شباب
وقابلنا أنا وأنت في مشوارنا حاجات كتير جرحت غيرنا
الغيرة وظنونها واللي بيجرى منها
في يوم ما قربت منا بعدها حبنا عنا
وقابلنا الحاسدين وشافونا ولا هانش عليهم يفوتونا
وقالوا علينا ياما قالوا وهوانا ولا تغير حاله
وتسافـر .. وأسافر وايام يطول السفر
وقلوبنا .. بتتقابل مع كل طلعة قمر
وان جت خطوتنا تغربنا حلاوة الشوق بتقربنا
ومنين يجينا الخصام ومنين يجينا البعاد
واحنا بين قلوبنا كل لحظة ميعاد
تعالى نقول لغيرنا أنا وإنت ازاي قدرنا
نبعد عن أي عذاب ونعيش على طول أحباب
نحضن فرحتنا سوا ونخلي الحب شبـاب
وفي لحظة وقفنا وابتدا خوفنا
ولقينا حوالينا .. الدنيا ضباب .. وليل وقلب جريح
زى أوراق الشجر .. وقت الخريف .. رماها الريح
سألنا روحنا ليه.. أكبر من حبنا .. إيه .. إيه
لكن ماطلش الخوف بينا .. وعرفنا وشفنا وحسينا
إنت شايف الحب كله عيون وهمس لكن أنا شايـف
أحلى كلام عشاق يا حبيبي هو كلام الشفايف
إنت وإنت جنبي في كل ميعاد بيجمعنا بتروح بعيد ويا التنهيد
وانا بشوف لقانا هو اثنين سوا دايبين في لمسة إيد
بتقولي بخاف نمشي ونبعد دا الهوى جبار يلعب بينا
خايف من إيه
فيه أجمل إيه من حضن الحب يدفينـا
بتقولي شوف القمر ويايا شوف القمر
اللي كل العاشقيـن سهروا الليالي ليـه
حلو القمر..بس أحلى من القمر
لو نخلي عمرنا يوم ندوق الحب فيـه
واتبدد خوفنا من بعد وقوفنــا
وبدقة قلوبنا .. عرفنا إيه الدوا
وعشنا الحـب خيال وحقيقة سـوا
تعالى نقول لغيرنا أنا وإنت ازاي قدرنا
نبعد عن أي عذاب ونعيش على طول أحباب
نحضن فرحتنا سوا ونخلي الحب شبـاب